# Howard Curran
Pour les articles homonymes, voir Curran.
Charles Howard Curran est un entomologiste canadien, né le 20 mars 1894 à Orillia en Ontario et mort le 23 janvier 1972 à Leesburg en Floride.

## Biographie
Son grand-père, son père et l’un de ses oncles sont éditeurs de journaux. Son père tente l’aventure au Klondike en 1897 et n’en revient qu’en 1904 alors qu'il rapporte une petite trentaine de grammes d'or.
Curran s’intéresse à la nature très tôt et élève des chenilles à six ou sept ans. Avec l’un de ses frères, il constitue une collection d’insectes et reçoit l’aide de l’université du Minnesota (sous forme d’épingles à insectes et de documents entomologiques). Il quitte l’école à 12 ans et entre en apprentissage à la fabrique de son père qui édite The Orillia News. Il quitte le domicile familial à 15 ans et travaille au Enterprise, journal de Yorktown, et au News, journal de Wadena.
La famille Curran commence à imprimer The Canadian Entomologist à partir du volume 53, no 11 de février 1922, sur les presses du journal. Ils l’éditeront jusqu’en 1938 et le volume 70.
Il entre à l’école d’agriculture de l’Ontario où il rencontre le révérend Charles James Stewart Bethune (1838-1932). Celui-ci engage le jeune homme à étudier les diptères. Lors de la Première Guerre mondiale, il s’engage dans les forces expéditionnaires canadiennes dès 1916. Il est blessé le 1er septembre 1918. Il fait paraître en 1920, un article consacré à des diptères récoltés en France et en Grande-Bretagne durant la guerre. Il signale notamment que :
Many flies, especially belonging to the Syrphini, were observed on the edges of the trenches, even where gas was used freely.
(De nombreuses mouches, particulièrement celles appartenant aux Syrphini, peuvent être observées au fond des tranchées, même celles où le gaz est utilisé fréquemment.)
Après la guerre, il travaille comme assistant au service d’entomologie à la station biologique de Vineland à partir de 1919. Il obtient, en 1922, son Bachelor of Sciences, spécialisé en agriculture, à l’école d’agriculture de l’Ontario (aujourd’hui connue sous le nom d’université de Guelph). Il reçoit une bourse, en décembre 1921, attribuée par l’université du Kansas. Son sujet de recherche porte sur les Syrphidae. Il obtient en 1923 son Master of Sciences avec un mémoire intitulé Contribution to a monograph of the American Syrphidae from north of Mexico.
De 1923 à 1928, il travaille comme spécialiste des diptères pour le service d’entomologie du Canada. En 1928, il est embauché par l’American Museum of Natural History comme conservateur assistant puis, à partir de 1948 jusqu’à sa retraite en 1960, comme conservateur. Après celle-ci, il est fait conservateur émérite. En 1931, il fait don de sa collection à cette institution : elle est riche de 10 000 spécimens représentant environ 1 700 espèces dont 400 type.
Il reçoit en 1933 un Doctorat of Sciences à l’université de Montréal avec une thèse intitulée The families and genera of North American Diptera.  Il est vice-président de la New York Entomological Society en 1936, président l’année suivante.

## Source
Paul H. Arnaud Jr. et Thelma C. Owen (1981). Charles Howard Curran (1894-1972). Myia, 2 : 393 p.